# Bezirk Rawa
Bezirk Rawa – dawny powiat (Bezirk) kraju koronnego Królestwo Galicji i Lodomerii, funkcjonujący w latach 1854–1867. Siedzibą starostwa było miasteczko Rawa (Rawa Ruska).

## Historia
Bezirk Rawa utworzono w ramach reformy uwłaszczeniowej z okresu Wiosny Ludów (1848–1849), która likwidowała jurysdykcję właściciela ziemskiego nad poddanymi. W Galicji, dominium – jako podstawowa jednostka administracyjna i filar systemu feudalnego straciło rację bytu. Konieczne stało się zatem wprowadzenie nowego systemu administracyjnego, którego zręby powstały w latach 1851–1855. Nowy trójstopniowy podział administracyjny objął 21 cyrkułów (niem. Kreise), 179 małych powiatów (niem. Bezirke) i ponad 6000 gmin (niem. Gemeinde).
Bezirk Rawa objął obszar o wielkości 7,8 mil², zamieszkany przez 27.035 ludzi i podzielony na 20 gmin katastralnych, w tym trzy miasteczka (Lubycza, Potylicz i Rawa). Wszedł w skład cyrkułu żółkiewskiego, jako jeden z jego dziesięciu powiatów. Na północy, w okolicy Lubyczy Kameralnej, na bardzo krótkim odcinku graniczył z Imperium Rosyjskim.
Po nadaniu Galicji autonomii oraz powołaniu samorządu gminnego i powiatowego w 1865 zlikwidowano cyrkuły (Kreise). Dotychczasowe małe powiaty (Bezirke) w liczbie 179, utrzymały się do 1867 roku, kiedy to w następstwie kolejnej reformy administracyjnej (23 stycznia 1867) zostały zastąpione przez 74 większych powiatów. Obszar zniesionego Bezirk Rawa wszedł wtedy w całości w skład nowego powiatu rawskiego.

## Podział administracyjny (1854)
| Lp. | Gmina jednostkowa                                                | Powierzchnia | Ludność | Powiat w 1867 po zniesieniu |
| --- | ---------------------------------------------------------------- | ------------ | ------- | --------------------------- |
| 1   | Rawa (m) z Lipnikiem, Przedmieściem, Huciskiem, Ratą i Szabelnią | 4351         | 4634    | rawski                      |
| 2   | Hujcze                                                           | 4826         | 1395    | rawski                      |
| 3   | Hołe z Laszkami i Seńkowicami                                    | 3108         | 1196    | rawski                      |
| 4   | Kamionka Wołoska, Starawieś, Lipnik i Bobroidy                   | 19337        | 6738    | rawski                      |
| 5   | Potylicz (m) z Wójtowszczyzną                                    | 5880         | 2601    | rawski                      |
| 6   | Dziewięcierz z Einsingen Kolonie                                 | 3555         | 1762    | rawski                      |
| 7   | Prusie                                                           | 2063         | 274     | rawski                      |
| 8   | Huta Zielona                                                     | 307          | 75      | rawski                      |
| 9   | Lubycza (m)                                                      | 4879         | 436     | rawski                      |
| 10  | Lubycza Dorf                                                     | 1820         | 675     | rawski                      |
| 11  | Lubycza Kniazie z Rudkami, Dubami, Kulczycami i Pawliszczyzną    | 2498         | 1203    | rawski                      |
| 12  | Huta Lubycka                                                     | 447          | 183     | rawski                      |
| 13  | Werchrata                                                        | 8432         | 2178    | rawski                      |
| 14  | Teniatyska                                                       | 2565         | 508     | rawski                      |
| 15  | Potoki                                                           | 214          | 106     | rawski                      |
| 16  | Rzyczki                                                          | 4148         | 1035    | rawski                      |
| 17  | Mosty Małe                                                       | 1502         | 441     | rawski                      |
| 18  | Kornie                                                           | 2060         | 489     | rawski                      |
| 19  | Siedliska                                                        | 1913         | 443     | rawski                      |
| 20  | Hrebenne z Pazaniem, Bożykami, Budami, Horajem i Belinną         | 3652         | 663     | rawski                      |

Objaśnienie:
(M) = miasto; (m) = miasteczko